# 리웨훙
리웨훙(중국어: 李越宏, 병음: Lǐ Yuèhóng, 한자음: 이월굉, 1989년 8월 28일~)은 중화인민공화국의 사격 선수로 주 종목은 속사권총이다. 올림픽에 3회 참가하여 메달 3개를 획득했으며 2016년 하계 올림픽 25m 속사권총 종목 동메달, 2020년 하계 올림픽 25m 속사권총 종목 동메달, 2024년 하계 올림픽 25m 속사권총 종목 금메달을 획득했다. 또한 세계 선수권 대회에서 25m 속사권총 개인전 우승 3회, 단체전 우승 2회를 달성했으며 ISSF 월드컵에서 금메달 6개를 포함하여 메달 10개를 획득했다.